# 시오타니 신스케
시오타니 신스케(일본어: 塩谷 伸介, 1970년 5월 11일 ~ )는 일본의 전 축구 선수이다.

## 구단 경력
1993년 재팬 풋볼 리그의 오츠카 제약에 입단했다. 1996년 J1리그의 교토 퍼플 상가로 이적했다. 1999년 감바 오사카로 이적했다. 1999년후 현역 은퇴.